# 新作童謡ポップス(二)
『新作童謡ポップス(二)』（しんさくどうようポップスに）は、2003年3月26日にPICCOLO TOWNから発売された、ハロー!プロジェクトのコンピレーション・アルバム。

## 概要
- ハロー!プロジェクトのアイドルが歌う「新作童謡ポップス」のシリーズ第2弾[2]。
- 日本テレビ系ティンティンTOWN!のコーナー「安倍なつみ先生の童謡教室」で歌われたオリジナル童謡楽曲をCD化。
- カバーイラストレーションは、モーニング娘。の2代目リーダーの飯田圭織によるものである。

## 収録曲
1. 野菜 is great! / 石川梨華、小川麻琴、アヤカ、大谷雅恵
作詞：三浦徳子 / 作曲：伊藤大介 / 編曲：米光亮
2. 笑顔バンザイ / 安倍なつみ、前田有紀、松浦亜弥
作詞：たきのえいじ / 作曲：今井千尋 / 編曲：米光亮
3. はや～い乗り物 / 新垣里沙、稲葉貴子、あさみ、松浦亜弥
作詞：まこと / 作曲：つんく / 編曲：鶴由雄
4. なみだのメニュー / 安倍なつみ、保田圭、後藤真希
作詞：もりちよこ / 作曲：たいせー / 編曲：樫原伸彦
5. ともだちだもんね / 加護亜依、斉藤瞳、前田有紀、藤本美貴
作詞：小椋佳 / 作曲：つんく / 編曲：ab:fly
6. ウッフン アッフン プッチュンパ ～恋する天使と呼んでよね～ / 辻希美、加護亜依、アヤカ、里田まい
作詞：荒木とよひさ / 作曲：はたけ / 編曲：樫原伸彦
7. 発表会 / 矢口真里、ミカ
作詞：つんく / 作曲：こーじ / 編曲：米光亮
8. 『花』 / 稲葉貴子、ミカ、大谷雅恵、前田有紀
作詞：KAN / 作曲：五木ひろし / 編曲：米光亮
9. キラッキー / 吉澤ひとみ、高橋愛、あさみ、柴田あゆみ
作詞：まこと / 作曲：今井千尋 / 編曲：ab:fly
10. バルコニーじゃなくて縁側といいます / 保田圭、稲葉貴子、松浦亜弥
作詞：まこと / 作曲：新堂敦士 / 編曲：山尾正人
11. キュッ!キュッ!キュッ! / 辻希美、紺野あさ美、ミカ、村田めぐみ、前田有紀、藤本美貴、里田まい
作詞：新堂敦士 / 作曲：はたけ / 編曲：鶴由雄
12. ざぶとん とん / 飯田圭織、矢口真里、後藤真希、斉藤瞳
作詞：今井千尋 / 作曲：こーじ / 編曲：山尾正人
13. 海よごめんね / 紺野あさ美、後藤真希、アヤカ、柴田あゆみ
作詞：荒木とよひさ / 作曲：新堂敦士 / 編曲：米光亮
14. すいかのたね / 稲葉貴子、あさみ、前田有紀
作詞：つんく / 作曲：小椋佳 / 編曲：鶴由雄
15. 「また会えるよね」 / 稲葉貴子、村田めぐみ、前田有紀、里田まい
作詞：今井千尋 / 作曲：堀内孝雄 / 編曲：ab:fly

## 参加メンバー
- モーニング娘。
  - 1期：飯田圭織、安倍なつみ
  - 2期：保田圭、矢口真里
  - 4期：石川梨華、吉澤ひとみ、辻希美、加護亜依
  - 5期：高橋愛、紺野あさ美、小川麻琴、新垣里沙
- 後藤真希
- 稲葉貴子
- カントリー娘。
  - あさみ、里田まい
- ココナッツ娘。
  - アヤカ、ミカ
- メロン記念日
  - 村田めぐみ、斉藤瞳、大谷雅恵、柴田あゆみ
- 前田有紀
- 松浦亜弥
- 藤本美貴